# کاکتوس‌های درختی
کاکتوس‌های درختی (نام علمی: Pilosocereus) نام یک سرده از تبار موم‌انجیرتباران است.